# Střítež (district de Žďár nad Sázavou)
Pour les articles homonymes, voir Střítež.
Střítež (en allemand : Stritesch) est une commune du district de Žďár nad Sázavou, dans la région de Vysočina, en République tchèque. Sa population s'élevait à 109 habitants en 2020.

## Géographie
Střítež se trouve à 9 km au sud de Bystřice nad Pernštejnem, à 27 km au sud-est de Žďár nad Sázavou, à 48,5 km à l'est de Jihlava à 150 km au sud-est de Prague.

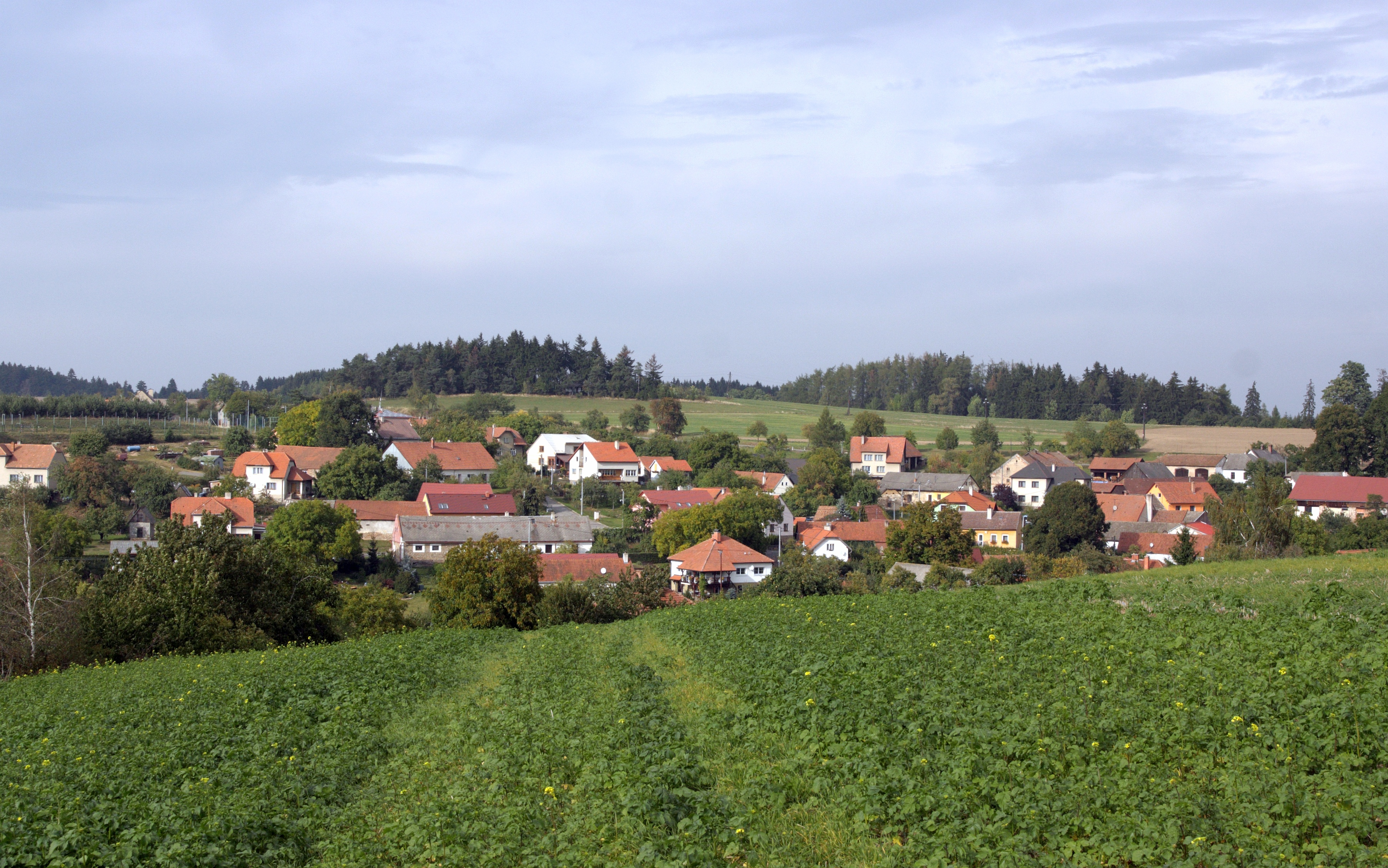
Střítež : vue générale.

La commune est limitée par Bukov au nord-ouest, par Věžná au nord, par Sejřek à l'est, par Drahonín au sud, par Moravecké Pavlovice au sud et à l'ouest.

## Histoire
La première mention écrite de la localité date de 1356.

## Administration
La commune se compose de deux quartiers :
- Střítež
- Nivy

## Transports
Par la route, Střítež se trouve à 15 km de Bystřice nad Pernštejnem, à 32 km de Žďár nad Sázavou, à 65 km de Jihlava et à 185 km de Prague.